# Tortugas
Tortugas es una comuna del departamento Belgrano, provincia de Santa Fe, Argentina. Se encuentra a 235 km de la capital provincial Santa Fe.

## Arroyo de las Tortugas
- Es límite geográfico natural con la provincia de Córdoba. Es buena para la pesca, y tiene aguas salobres.
- Nace en la laguna de la "Estancia La Perla" (Córdoba) y San Vicente Córdoba, lugares donde se reúnen los residuos cloacales de la ciudad de San Francisco con diversos cañadones; en este primer tramo se llama canal San Antonio, llega hasta la localidad de Bouquet, al sur, y recién recibe el nombre de Arroyo Las Tortugas.

El Arroyo de las Totugas desemboca sus aguas en el río Carcarañá, el cual se forma a la altura de Cruz Alta, de la unión del río Tercero y el Saladillo. 
Su fauna característica se puede apreciar en los animales que se cazan en sus orillas: pumas, nutria, hurón, zorro, zorrino, comadreja, gato de pajonal y reptiles como iguana y la víbora yarará. Dentro de la fauna acuática se hallan orilleros, mojarras, bagres, truchas, anguilas, palometas, sardinas y en gran mayoría tortugas. En épocas de grandes crecidas se puede pescar sábalo y dorado que vienen río arriba desde el Carcarañá.

## Localidades y Parajes
- Parajes
  - Campo Charo
  - Campo Marinzalda
  - Campo San Vicente
  - KM 405
  - San Guillermo
  - San Jaime

## Población
Cuenta con 2234 habitantes (Indec, 2010), lo que representa un incremento del 7% frente a los 2081 habitantes (Indec, 2001) del censo anterior. 
| Gráfica de evolución demográfica de Tortugas entre 1980 y 2010 |
|                                                                |
| Fuente: Censos nacionales del INDEC                            |

## Pobladores destacados
- Clara Bustos: una precursora del paracaidismo civil en Argentina (n. 19 de diciembre de 1909)
- Poeta José F. Cagnín (n. 1914), que vivió en Coronda
- Poeta Arturo Fruttero (n. 26 de octubre de 1909, 10 de agosto de 1963), residente en Rosario)
- Rinaldo Fidel Bredice, obispo de Santa Rosa
- Daniel José Perazzo, profesor de Historia, autor de Tiempo de recuerdos. Historia de Tortugas. 1870 - 1993
- Mariángeles Cossar, jugadora de vóley del club Boca Juniors.